# اوکومویل (اوت-گارون)
اوکومویل (به فرانسوی: Aucamville) یک منطقهٔ مسکونی در فرانسه است که در canton of Toulouse-14 واقع شده‌است. اوکومویل ۳٫۹۶ کیلومتر مربع مساحت دارد ۱۲۸ متر بالاتر از سطح دریا واقع شده‌است.